# Kalimantan Oriental
La província de Kalimantan Oriental (en indonesi Propinsi Kalimantan Timur abreujat freqüentment com Kaltim) és la segona província més gran d'Indonèsia. Ocupa el sector oriental de Kalimantan, a l'illa de Borneo, i les illes Derawan.
Té una població d'uns 3,5 milions de habitants i la seva capital és Samarinda.
La superfície és de 129.066.64 kilòmetres quadrats.
Kalimantan Oriental és una província rica en recursos naturals i té dues ciutats importants: Samarinda, la capital i centre regional de la fusta; i Balikpapan, una ciutat petroliera amb refineria.
La població és una mescla de pobles immigrants procedents principalment de l'arxipèlag indonesi: javanesos, bugis, banjaresos. Altres ètnies procedeixen de fora d'Indonèsia, com els xinesos, malais i petits grups d'ètnia tausug procedents de la propera Sulu.
Aquests grups immigrants es van barrejar amb els dayak i els kutai, grups ètnics indígenes que viuen en zones rurals.
La província correspon al antic regne hindú de Kutai, l'existència del qual està testimoniada per un manuscrit de pedra o Prasasti, avui dia al Museu Nacional de Jakarta: el manuscrit està escrit en alfabet pallava i llengua sànscrita; una reproducció es pot veure a la oficina del governador a Samarinda.
Inscripcions en set pilars de pedra (yupa) erigits al segle V aC per ordre del rei local Mulavarman, recorden les seves victòries, la seva generositat amb els bramans i la seva genealogia reial.
Fins al 2012, Kalimantan Oriental estava dividit en 19 regències (kabupaten) i quatre ciutats (kota). El 22 d'octubre del 2012 la Cambra de representants d'Indonèsia va aprovar la creació d'una nova província amb les quatre regències més septentrionals de Kalimantan Oriental, que eren les de Malinau, Nunukan, Tana Tidung i Bulungan, i una ciutat, Tarakan. Amb aquestes quatre regències i la ciutat es va formar la província de North Kalimantan (Kalimantan del Nord) el 25 d'octubre de 2012, mantenint-se la resta com a part de Kalimantan Oriental.